# Sage Club

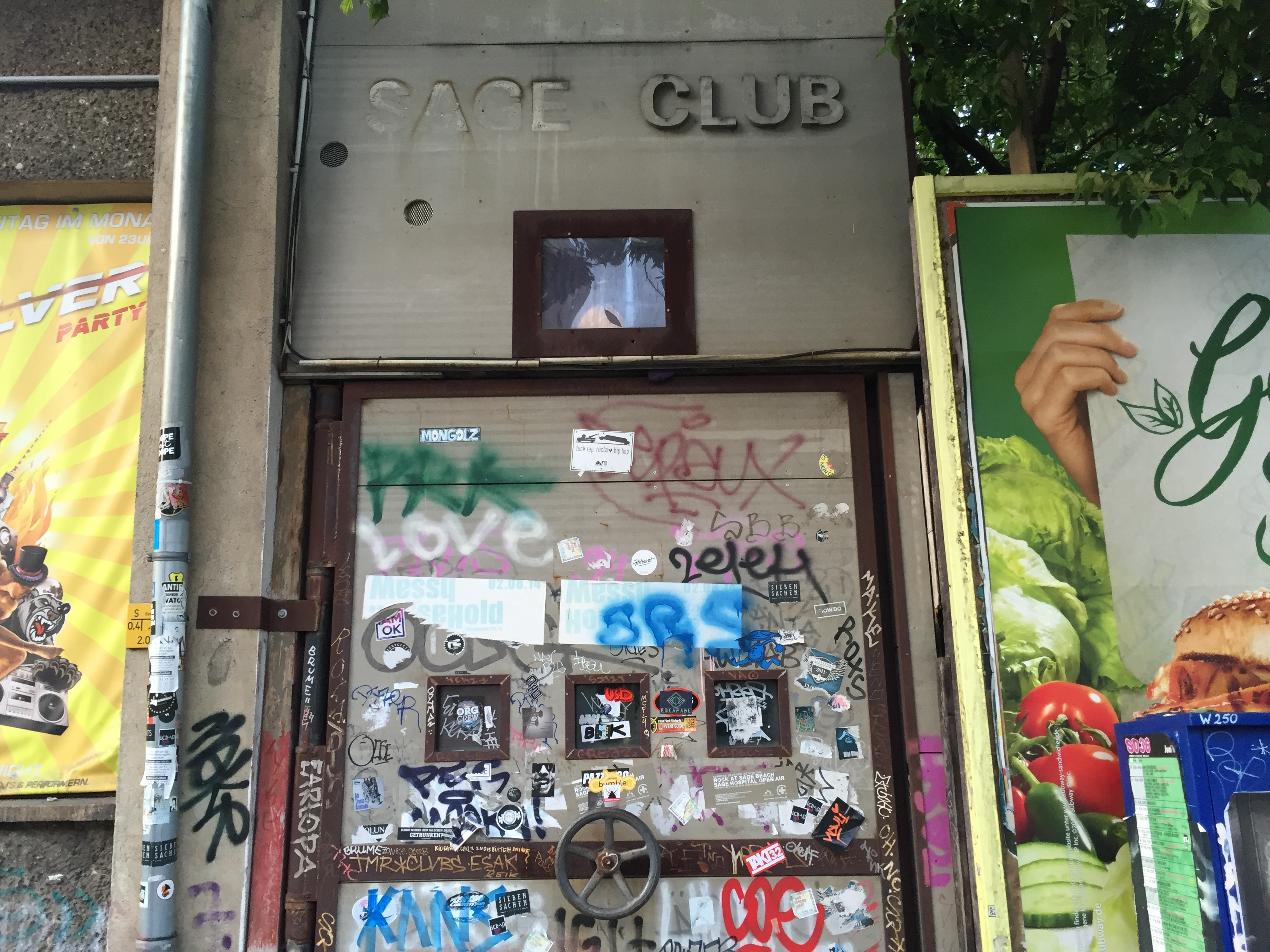
Eingang zum Sage Club in 2016

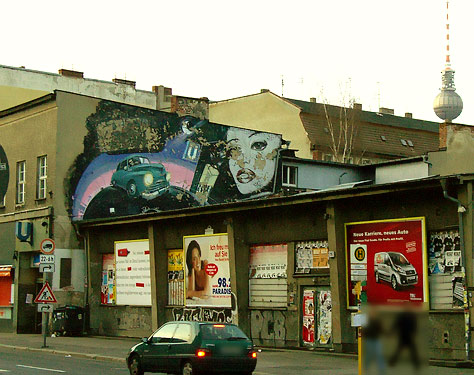
Gebäude des Sage Club an der Köpenicker Straße in 2007

Der Sage Club war eine Diskothek in Berlin-Mitte, die seit 1997 existierte. Aktuell residiert in den Räumlichkeiten der Berliner KitKatClub.

## Geschichte
Ab 1991 etablierte sich in den oberirdischen, vorher als Kneipe geführten Räumen des U-Bahnhof Heinrich-Heine-Straße der Afterhour-Technoclub Walfisch. Nach dessen Schließung 1993 folgte der Blackmusic-Club Boogaloo.
Ab 1997 wurde der Sage Club professionell und mit einem extravaganten Konzept eröffnet. Zeitweilig war der Club mit mehreren Tanzflächen fünf Tage in der Woche geöffnet. Es fanden nicht nur Partys, sondern auch Konzerte, Foto-Shootings, Ausstellungen oder Filmvorführungen statt. Etabliert hatten sich der Donnerstag (Rockmusik/Metal), der Freitag (Hip-Hop/Black Music), der Samstag (House/Electro/Trance) und die Sonntags-Afterhour (Minimal Techno). Der Club war bis zum Jahre 2006 eine der typischen after event locations für Besucher der Loveparade.
Nach 10 Jahren regulärem Club-Betrieb wurde der Wunsch nach Veränderung laut. Man bot 2007 die Räumlichkeiten an den Wochenenden dem Berliner KitKatClub an, der auf Locationsuche war. Von dem einst auf mehrere Wochentage ausgedehnten Musikmix (Rock, Blackmusic, House, Trance und Techno …) ist danach nur noch der Donnerstagabend mit Rockmusik und Livebands unter der Bezeichnung „Rock at Sage“ erhalten geblieben.
Im November 2019 gab es Berichte, wonach Sage Club und KitKatClub das Gebäude in der Köpenicker Straße / Ecke Brückenstraße zum Juni 2020 verlassen müssen, da ihr Vertrag gekündigt wurde. Tatsächlich betraf dies jedoch nur das Mietverhältnis zwischen den Sage-Betreibern und dem Vermieter. Laut späterer Meldungen strebte der Eigentümer einen neuen Mietvertrag direkt mit den Betreibern des KitKatClubs an. Ein kleinerer Teil des Geländes gehörte den Betreibern des Sage Clubs selbst.
Am Donnerstag, dem 28. Dezember 2023, fand die letzte „Rock at Sage“-Party in den bisherigen Räumlichkeiten statt. Die Veranstaltungsreihe soll ab 2024 in einer anderen Location fortgeführt werden.
Zusätzlich zum Sage Club haben dessen Betreiber 2009 das Sage Restaurant in Berlin-Kreuzberg eröffnet. Später kam die Strandbar und Eventlocation Sage Beach dazu. Zudem gibt seit 2003 das Wohltätigkeits-Projekt Sage Hospital, für das bisher u. a. bei Veranstaltungen von Sage Club und Sage Beach Gelder zum Aufbau und Betrieb eines Krankenhauses in Senegal gesammelt wurden.

## Räume
Die Räume („Floors“) des Clubs können einzeln geöffnet oder geschlossen werden, je nach Veranstaltung.
- Mainfloor: Haupthalle mit Bühne für Konzerte
- Dragonfloor: Floor mit festinstalliertem Metalldrachen, der Feuer spucken kann.
- Separee: Kleines Kellergeschoss mit Theke, Sitznischen und DJ-Kanzel
- Zeltstadt: Theke, Garderobe und Swimmingpool im Außenbereich
- Toiletten: Auch die beiden Toiletten-Bereiche wurden hin und wieder von DJs beschallt.